# Janet Williams
Janet Williams (Sydney, 15 settembre 1953) è un'ex cestista australiana.

## Carriera
Con l'Australia ha disputato i Campionati del mondo del 1979, segnando 13 punti in 3 partite.